# 93 هـ
93 هـ هي سنة في التقويم الهجري امتدت مقابلةً في التقويم الميلادي بين سنتي 711 و712.

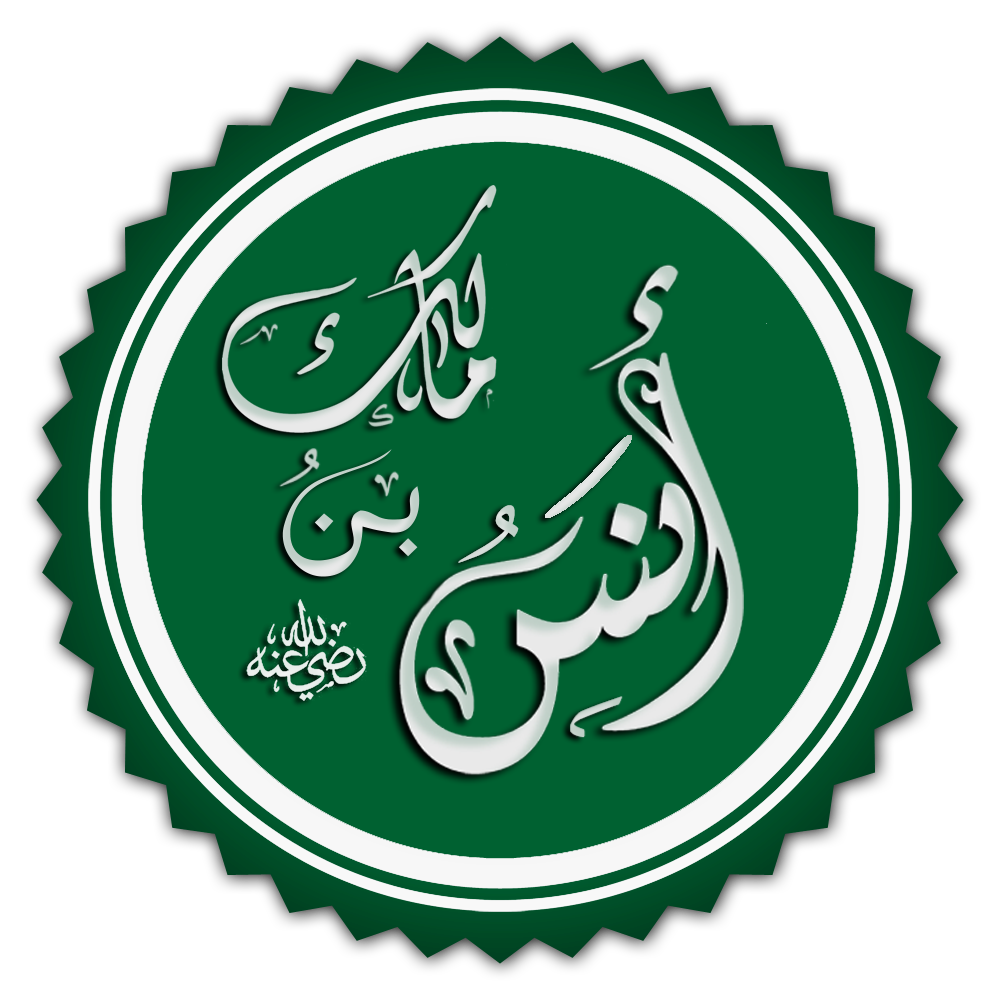
أنس بن مالك

## مواليد
- مالك بن أنس أحد الأئمة الأربعة. (توفي 179 هـ).

## وفيات
- أنس بن مالك
- بلال بن أبي الدرداء
- خبيب بن عبد الله بن الزبير
- عمر بن أبي ربيعة
- جابر بن زيد